# مارك روث (عالم كيمياء حيوية)
مارك روث (بالإنجليزية: Mark Roth)‏ هو عالم كيمياء حيوية أمريكي، ولد في 1958.